# José Eulogio Gárate
José Eulogio Gárate Ormaechea (* 20. září 1944) je bývalý španělský fotbalista. Hrál především za Atlético Madrid, v jehož dresu se stal 3× králem střelců španělské ligy.

## Hráčská kariéra
Gárate hrál za SD Eibar, SD Indautxu a Atlético Madrid. V dresu Atlética se stal 3× za sebou králem střelců španělské ligy, ve všech případech se o titul dělil s jinými hráči.
Za Španělsko hrál 18 zápasů a dal 5 gólů.

## Úspěchy

### Klub
Atlético Madrid
- Interkontinentální pohár: 1974
- La Liga: 1969–70, 1972–73, 1976–77
- Copa del Rey: 1971–72, 1975–76

### Individuální
- Král střelců španělské ligy: 1968–69, 1969–70, 1970–71